# Worli

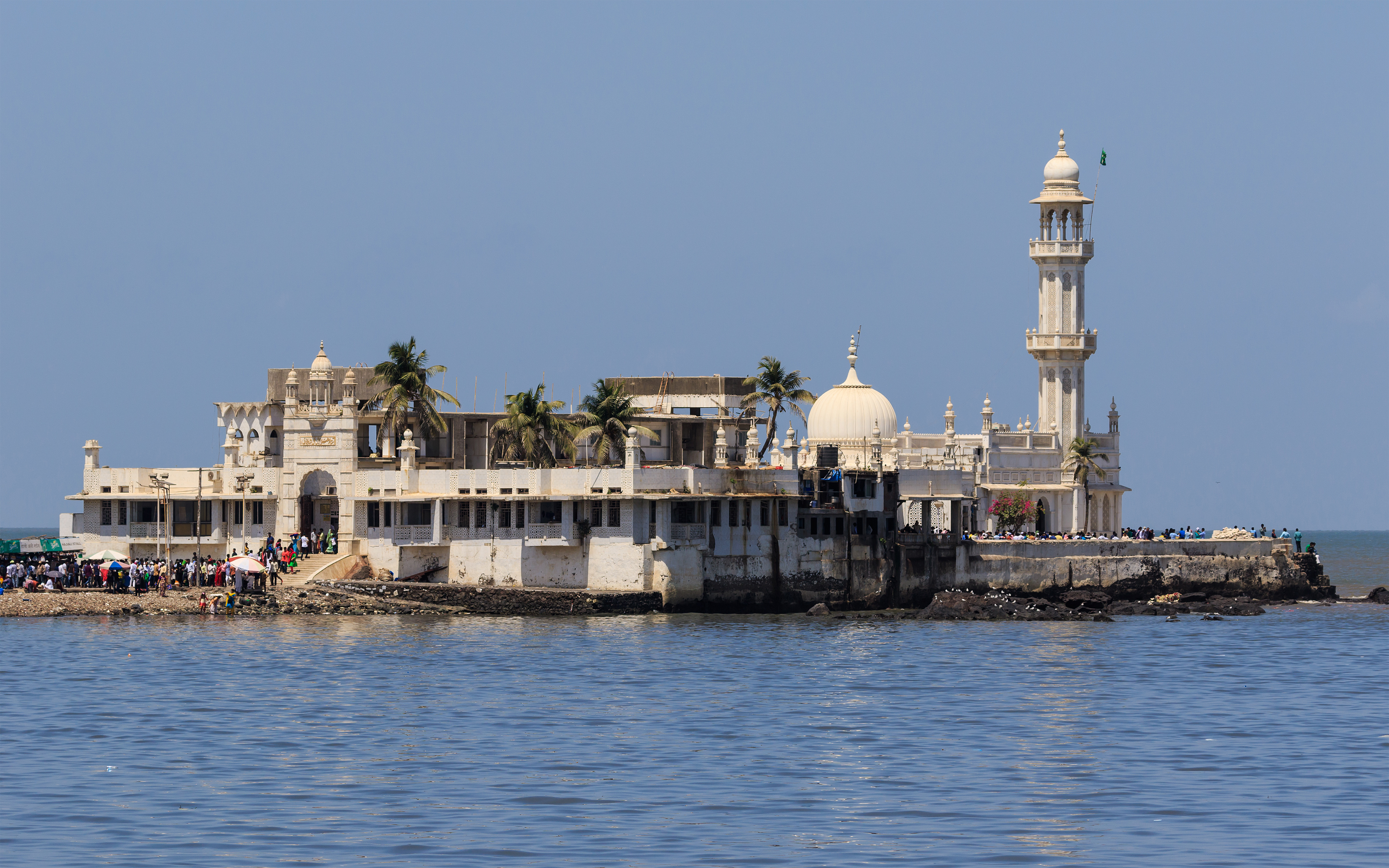

Worli (em marata: मराठी), no passado também conhecida por Varli, Worlee, Warli ou ainda, pelos portugueses, Vorli ou Varel, é uma área urbana da cidade indiana de Bombaim, situada na parte noroeste da península que constitui a baixa e centro da cidade. No passado foi uma das sete ilhas que, por meio de aterros marítimos, foram juntas para formar o território atual de Bombaim.
Desde o final dos anos 1970 que Worli é uma das áreas de escritórios mais movimentada de Bombaim, onde muitas grandes empresas tẽm as suas sedes os representações.

## História
No passado foi essencialmente uma aldeia de pescadores. Os únicos vestígios monumentais antigos dignos de nota na zona são a dargah (mausoléu de um santo sufi) e mesquita de Haji Ali e o Forte de Worli. O forte, atualmente em ruínas, foi construído pelos britânicos. A dargah foi construída em 1431 para alojar o túmulo de Sayyid Pir Haji Ali Shah Bukhari, um rico comerciante de Bucara que se estabeleceu em Bombaim e ali morreu. Situado numa ilhota que durante a maré baixa está ligada a Worli por um passadiço natural com 500 metros de extensão, o monumento é uma das imagens emblemáticas de Bombaim e atrai dezenas de milhares de peregrinos diariamente, não só muçulmanos como de outras religiões, nomeadamente hindus.
Em 1784 Worli foi ligada à ilha de Bombaim propriamente dita através de do aterro conhecido como Hornby Vellard, obre o qual se encontra atualmente a Estrada Lala Lajpat Rai. O Hornby Vellard foi o primeiro projeto de unificação das ilhas de Bombaim, uma tarefa que prosseguiria durante o século XIX. Em 1842 começou a funcionar a estação de bombagem de Love Grove, a qual tem comportas especiais que estão abertas durante a maré baixa. A estação situa-se atualmente na Estrada Dr Annie Besant, o nome moderno da Love Grove.